# サスペンデッドゲーム

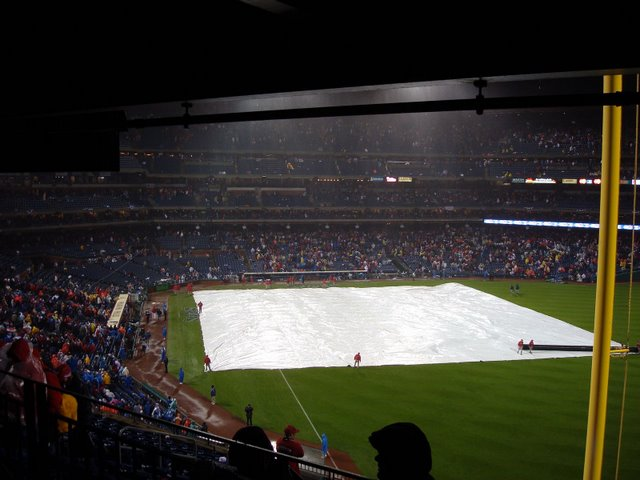
大リーグ野球 2008年のワールドシリーズ第5戦は6回に雨で中断され、2日後に再開した。

サスペンデッドゲーム（英: Suspended game、「一時停止試合」「継続試合」とも）は野球やゴルフ、テニスなどで、競技中の天災、照明設備の故障あるいは照明設備のない競技場における日没、その他施設障害などにより競技の続行が不可能と判断された場合に、審判や主催者の判断で競技をその時点で一時中断し、後日改めて中断する前の時点から再開することである。

## 野球
2016年現在の公認野球規則 7.02『サスペンデッドゲーム（一時停止試合）』では以下の通り規定されている。
記録上はサスペンデッドゲームは「一時預かり試合」とみなされ、その試合の各種記録は、試合が再開され、試合終了となるまでは有効とならない（個人記録についても試合終了までは加算しない）。またイニング途中でサスペンデッドゲームとなった場合、点数差によるコールドゲームや延長戦（サヨナラゲーム）と同じようにスコアには「x」が一旦付されるが、試合再開とともにそれは削除される。
通算の対戦回数については、サスペンデッドゲームが試合終了となるまでは「○回戦預かり」と表現される。例えば、6回戦がサスペンデッドゲームとなった場合、停止された試合が再開され終了するまでは「6回戦預かり」と表記され、次に同じカードで試合をするときは「7回戦」となる。また対戦成績も、サスペンデッドゲームが試合終了となるまでは「1預かり」と表記される。
日本では規則で「我が国では、サスペンデッドゲームについては、所属する団体の規定に従う。」と注記している。2024年現在、このまま採用している団体は無いが、2022年に高校硬式野球が「継続試合」を採用するとアマチュア団体では「継続試合」の採用が相次いでいる。
継続試合
サスペンデッドゲームと異なり天候などで打ち切りになった場合は行われた回数と関係無く翌日以降に勝敗を決する、とされている。すなわち天候によるノーゲームやコールドゲームは発生しないようになっている。

### 日本プロ野球
日本野球機構（NPB）の管轄する試合では2012年からは採用していない。
かつてはパシフィック・リーグの公式戦でのみ設定されていた。パ・リーグのアグリーメント（試合協定事項）では、
1. 照明の故障
2. 照明設備のない球場で、日没などにより試合が続行できなくなった時
3. 移動のため、試合続行が不可能となった場合
4. 治安上、試合を打ち切る必要が生じた場合

のいずれかに該当するケースで、審判団・球団との協議で、このルールを適用するか否かを判断する、というものだった。
1966年、パ・リーグは連戦による健康被害の予防と、ナイター設備の拡充などによる試合規定の変更により、ダブルヘッダーによるデーゲーム・薄暮開催の第2試合が行われる場合、日没で試合継続が不可能と判断された場合は、サスペンデッドとはしないでコールドゲームとして試合を成立させるとする取り決めがなされた。
サスペンデッドにより中断となった試合の続行分は、原則として同一球場で行われる。従って、同一球場での連戦中は翌日予定されている試合、連戦最終日の試合がサスペンデッドとなった場合は次回の同一球場での試合の、それぞれ本来予定されている試合の開始前に行うことになっている。ただし地方球場でサスペンデッドとなり、同一球場で後日の試合開催が予定されていない場合は、特例として他の球場での続行試合が認められる。
しかし1994年以降、照明設備のない球場では適用されないこととなり、その結果、前項1.および2.のケースでは、コールドゲーム宣告の時点で試合終了となり、正式試合として成立していれば、そのときの最終均等回における両チームの得点により勝ち、敗けあるいは引き分けとなる（よって「2.」項でのサスペンデッドは全廃という形となった）。3.についても、翌日の試合への移動に支障しうるような日程が組まれるケースが皆無となり（ダブルヘッダー自体が1999年を最後に実施されていない）、4.についても発生の可能性は極めて低いと考えられることから、このルールは同年以降有名無実化した。
一方、セントラル・リーグのアグリーメントにはサスペンデッドゲームの条項は元々設けられておらず、前述のように1994年以降はパ・リーグでも適用事例が無かったことから、2005年から始まったセ・パ交流戦では、当初からすべての試合でサスペンデッドゲームを採用しないことになっていた。またポストシーズンゲームについても、日本シリーズの試合要項にはサスペンデッドゲームは行わない旨が明記されており、2004年から2006年までのパ・リーグのプレーオフ及び2007年からの両リーグのクライマックスシリーズについても同様の扱いとなっていた。
結局1994年以降一度も適用が無いまま、2012年1月24日に行われたパ・リーグの理事会において、同日付でサスペンデッドゲームの条項を削除することが決まり、これによりNPBにおけるサスペンデッドゲームは正式に撤廃された。
日本プロ野球では、以下の8例が残されている。表のスコアはそれぞれ左に記してあるホームチームから見たもの。
| 適用された試合 | 最初の試合日（会場） 再開試合日（会場）        | 中断時のスコア（イニング） →最終スコア | 適用理由 |
| -------------- | ---------------------------------------------- | -------------------------------------- | --- |
| 近鉄 - 東映    | 1954年6月16日（中日） 8月10日（中日）          | 1 - 4（7回裏） →1 - 4                  | 一度試合終了としたが、7回裏に発生したインフィールドフライをめぐる近鉄側の抗議で、問題のプレイ以後の記録を無効、サスペンデッドゲームとした。ただし、公式記録では「サスペンデッドゲームの形を借りてのやり直し」となっている。                                    |
| 南海 - 阪急    | 1962年4月8日（大阪） 7月14日（大阪）           | 2 - 0（6回表） →7 - 1                  | 日没のため。 |
| 阪急 - 大毎    | 1962年6月13日（那覇・奥武山） 7月7日（西宮）   | 2 - 3（8回表） →4 - 3                  | 日没のため。 地方球場でサスペンデッドとなり、他球場で続行分が開催された1例目。 |
| 南海 - 近鉄    | 1963年4月7日（大阪） 5月13日（大阪）           | 7 - 7（7回裏） →9 - 8                  | 日没のため。 |
| 西鉄 - 阪急    | 1964年3月15日（平和台） 5月16日（平和台）      | 6 - 1（7回裏） →6 - 2                  | 日没のため。 |
| 阪急 - 西鉄    | 1964年3月22日（西宮） 5月6日（西宮）           | 6 - 5（6回裏） →6 - 8                  | 日没のため。 |
| 東映 - 東京    | 1966年6月7日（後楽園） 6月8日（後楽園）        | 1 - 2（7回表） →1 - 3                  | 試合中照明が故障したため。 |
| 南海 - ロッテ  | 1987年5月23日（柏崎・佐藤池） 7月8日（平和台） | 4 - 4（8回表） →5 - 4                  | 日没のため。地方球場でサスペンデッドとなり、他球場で続行分が開催された2例目で、中断および続行試合がいずれも地方開催となった唯一の例。また、続行試合は当初7月7日に開催予定だったが雨天のため翌8日に順延となっており、続行分が延期となった例としても唯一である。 |

※1963年版では試合再開前にトラブルが発生。前の試合で南海が代打・大沢啓二に変えて新山彰忠の登板を通告、場内放送があり、新山も投球練習していたもののサスペンデッドが決定、しかし南海は続行試合で新山ではなく森中千香良を起用したため、近鉄から「新山が1人の打者とも対せずに交代はおかしい」と抗議された。審判団も意見も分かれたが、結局「7回でサスペンデッドは決定的だったという状況判断から、新山の交代通告はゲームには含まれない」と決定、予定より13分遅れて再開した。

### 日本のアマチュア野球
長らく一般的には採用されず、同点の場合に引き分け再試合をすることが慣例となっていたが2022年以降に採用する団体が増えている。
社会人野球の都市対抗野球大会と日本選手権大会では2002年度まで試合開始から数えて4時間をオーバーした場合、その日の最終試合終了後に改めて続行ゲームを行うこととなっていたが、2003年度からタイブレーク制度が設けられたため廃止された。サスペンデッドを廃止した理由として、最終試合終了後に再び選手・応援団を招集する負担をなくすことが挙げられる。この2大会以外の屋外球場で行われる大会には継続試合が採用されている。
日本高等学校野球連盟では全国高等学校軟式野球選手権大会（8月）でも選手の健康状態などを踏まえて、延長は15回（もしくは日没をもって）で一旦切り、同点の場合翌日に16回（日没の場合はそのイニングスの続き）から試合再開していた。決勝戦だけ延長は15回（または日没）引き分け、翌日再試合となっていた。2014年の第59回大会では、準決勝の中京対崇徳の試合が両者無得点のまま3日続けてサスペンデッドゲームとなり、決着まで実に延長50回を要した。この試合はアマチュア野球の日本最長記録である。第103回全国高等学校野球選手権大会では雨天が長期化しノーゲームが相次いだため、2022年の第94回選抜高等学校野球大会から日本高野連主催大会において、未成立の試合が途中で打ち切りになった場合に独自ルールとして継続試合が採用された。地方大会では各地区で独自に採用が判断される。2022年の第104回全国高等学校野球選手権大会の地方予選会においては、49地区のうち、北海道・東北地方の全道県、大阪府などを含む14地区を除き採用された。千葉県大会は参加校が多いため、日程変更をすることが難しいということで、規定の7回を満たさずに雨天打ち切りでノーゲームになるか、試合成立後も同点で打ち切りとなった場合は、従来通り後日に再試合を行っている（翌年の2023年より、宮城県大会を除く48地区大会で採用）。2024年夏季の第106回全国高等学校野球選手権大会では、選手の暑熱対策の一環として、序盤3日間を3試合制としたうえで、午前中に行われる試合が長引いた場合、原則14時30分（初日のみ13時30分）を過ぎた時点で次のイニングには進まず、原則として翌日以後に継続試合を行うルールが定められた（4試合日、並びに雨天延期が続き、8月10日以後が結果3試合以下となった場合は従前どおり）。甲子園の大会では第96回選抜高等学校野球大会まで継続試合となったことはないが、地方大会では継続試合となった試合が発生している。
上記の高校軟式野球を除く一般の軟式野球では、暗黒・降雨その他の事情で試合途中で中止になった場合は、正式試合として成立するイニング（9回戦なら7回完了、7回戦なら5回完了）以前に中止になった場合や、7回完了で同点の場合は、原則として再試合としないでサスペンデッドゲーム（軟式野球では特別継続試合という）して、翌日の第1試合に先立って行われる。ただし、決勝戦は再試合とする。
東京六大学野球連盟でも戦前に「宵越（よいえつ）試合」と呼ばれるサスペンデッドが行われたことがあり、1933年10月1日の早稲田大学対立教大学の3回戦は立教大学が11-4とリードして迎えた9回表・早稲田が猛攻をして11-9とし、2アウト満塁、逆転のチャンスというところで日没（当時の神宮球場にはナイター設備はなかった）のためそこで打ち切りとなり、両チーム監督・主将の協議により次の10月3日にサスペンデッドゲームの続きをしたが、サスペンデッド時の打者である長野がピッチャーゴロに打ち取られ、立教の逃げ切りに終わった。現在はサスペンデッドは適用していない。

### メジャーリーグベースボール
メジャーリーグベースボールではリーグごとの対応が異なっていたが、2001年から統一されており、サスペンデッドは通常適用しないが、ナイター照明設備が故障したり、天災など試合が続行できない場合に適用されることがある（コールドゲーム参照）。シカゴ・カブスは、1988年にリグレー・フィールドに照明設備が設けられるまではナイトゲームを行えず、すべてデーゲームで開催されたため、日没になった場合はサスペンデッドが適用されたこともあった。
アメリカン・リーグでは2000年まで、騒音等の地域環境などを考慮した「消灯ルール」として、現地時間の未明1:00を過ぎた時点で次のイニングスに入らずに（但しその時点での攻撃中のイニングスに関してはその最後まで行う）翌日（別カードの場合は次回の同一会場・同一カード開催日初日の試合前。最終戦は完全に行う）に続行試合をしたことがあったがナショナル・リーグ、及びマイナーリーグと同じく2001年から消灯ルールは撤廃された。
2007年からは規則が改定され、以下の場合にサスペンデッドゲームが行われることになった。
- 試合成立イニングを過ぎて表のチームが同点、または逆転した状態で中断。
- 試合成立イニングを過ぎて裏のチームが同点の状態で中断。
- ただし当該試合が最終カードの場合には、全日程を終えてその1試合の勝敗によって順位が変動する時以外は行わない。

以上の改定によりメジャーリーグで引き分け試合が起こる可能性はほぼ消滅した。
ポストシーズンでは、2008年のワールドシリーズ（フィラデルフィア・フィリーズ対タンパベイ・レイズ）の第5戦（6回表のレイズの攻撃で同点となり、6回表が終わってから降雨が激しくなり中断）がワールドシリーズとして史上初のサスペンデッドゲームとなった。2009年シーズンからは、ポストシーズン進出決定戦も含め、雨天等で試合続行不能の場合、どのイニングで中断してもサスペンデッドゲームとすることとなった。
最近では、2010年4月16日（現地時間）ボストン・レッドソックス対タンパベイ・レイズの第1戦。1対1の同点で迎えた9回表2死から雨が強くなり、9回表終了時点で中断、1時間後にサスペンデッドが宣言された。試合は翌4月17日に9回裏から続けて行われ、延長12回の表、タンパベイ・レイズのバレル選手が決勝の2ランホームランを放ち、3対1でタンパベイ・レイズがボストン・レッドソックスを破った。
また、天候・日没以外にも球場外での騒擾・銃撃事件のためにサスペンデッドゲームとなった試合もある。2021年7月17日（現地時間）ワシントンD.C.・ナショナルズ・パークで行われたワシントン・ナショナルズ対サンディエゴ・パドレス戦の6回表終了時に、ナショナルズ・パーク三塁側入口外で銃撃が発生したため、観客の安全・退避を優先するためサスペンデッドが宣言された。

## サッカー
サッカーにおいては「一時停止試合」と呼ぶ場合が多い。

### Jリーグ
Jリーグの場合、発足当初は一時停止試合は採用せず、試合開始後の中断はすべて記録無効とした上で再試合としていた。2009年の規約改正では「原則再試合」となったが、同年9月12日のJ1第25節・鹿島アントラーズ - 川崎フロンターレ戦（カシマスタジアム）の取り扱いで物議を醸したことを踏まえて2010年に規約が再改正され、Jリーグチェアマンが「90分の再試合」「中断時点からの再開」「中断時点で試合成立」の3つから決定することとなり、規約において一時停止試合のルールが明記されることになった。
Jリーグ公式戦ではこれまで10例がある（他に天皇杯 JFA 全日本サッカー選手権大会で3例）。経緯の詳細はJリーグの試合中止例#試合開始後の中止の例を参照のこと。

### 欧州サッカー
一方、ヨーロッパでは一時停止試合を採用しているリーグが多い。最近では以下の例がある。
- 2002年9月15日のリーガ・エスパニョーラ・プリメーラ・ディビシオン、レアル・ベティス - レアル・マドリード（以下Rマドリード）が1 - 0でベティスリードの前半45分、照明不良のため一時停止試合となった。10月9日に前半ロスタイム2分と後半が行われ、Rマドリードが1点を返しドロー。
- 2004年12月12日の同リーグ、Rマドリード - レアル・ソシエダが、武装組織を名乗る者による爆破予告のため1 - 1の後半42分で試合中断。しかし、翌年1月5日にロスタイムを含む7分が行われRマドリードが1点勝ち越し勝利したため物議を醸した。
- 2006年3月12日のセリエA、カリアリ - ACFフィオレンティーナが0 - 0の前半29分、強風によりフェンスが倒壊したため一時停止試合となった。22日に再開し、結果は0 - 0のまま引き分けとなった。

## 競馬
競馬ではサスペンデッドのことを「続行競馬」という。これはレース開催中に天災、その他不可抗力を理由に公正な競馬開催を確保できない場合に適用される。但しその日予定されていたレースの過半数を消化して、途中打ち切りとなった場合には続行開催はできない。例えば全12レース制の開催日だと、第7競走までを消化した後に途中打ち切りとなった場合には続行開催ができない。これは、大東亜戦争（太平洋戦争・第二次世界大戦）中の1943年（昭和18年）に、内務省警保局・警視庁・旧東京府（現・東京都）と旧日本競馬会（現・日本中央競馬会）、並びに映画などの興行関係者が申し合わせた事項に由来するもので、大東亜戦争終結から80年近くが過ぎた21世紀の現在でも受け継がれている、貴重な戦争の名残である。
中央競馬では過去に7例確認されている。
- 1987年3月7日 中京競馬場第6競走以後を9日に順延（積雪のため）
- 1996年9月29日 新潟競馬場第6競走以後を30日に順延（トータリゼーター=電子計算機が故障したため）
- 2001年1月20日 京都競馬場第6競走以後を22日に順延（積雪のため）
- 2008年2月9日 京都競馬場第3競走以後を11日に順延（積雪のため）
- 2011年2月12日 小倉競馬場第4競走以後を14日に順延（積雪のため）
- 2013年1月14日 中山競馬場第5競走以後を21日に順延（積雪のため）
- 2020年3月29日 中山競馬場第3競走以後を31日に順延（積雪のため）

なお一時期、続行競馬が適用される場合は最初から開催中止となった場合と同様に当日の発走順、レース番号、枠順は変更せずに行うことがあったが、現在は続行が適用された場合は途中打ち切りと同じとみなし、未消化のレースについては改めて出馬投票のやり直しが行われるため、それらの枠順や勝馬投票券は無効となり、払い戻しがなされる（ただし途中打ち切りとなった場合の重賞競走の場合は日取りを振り替える）。

## テニス
テニスでは照明設備のない競技場での日没、または屋外での雨天によるサスペンデッドが適用される。
サスペンデッドとなった主なケースを以下にあげる。
- 2010年ウィンブルドン選手権において照明未設置の18番コートで行われた男子シングルス1回戦のジョン・イスナー - ニコラ・マユ戦は、第5セットで決着が付かず2度の日没サスペンデッド。試合時間はそれまでのテニスにおける世界記録を更新する11時間5分183ゲームに上り、第5セットを70 - 68でイスナーが制した。
- 2019年全仏オープンにおいて、男子シングルス2回戦の錦織圭 - ブノワ・ペール戦は、セットカウント2-1でサスペンデッドゲームとなり翌日に試合を再開した。なお、その後錦織は勝利した。

## ゴルフ
ゴルフ場は照明設備の設置が基本的にはなく、日没、または途中雨天により視界が悪くなった場合、翌日に再開される。
プレーオフの場合には原則としてその日のうちの勝敗を決める場合には投光器を配備して日没後も競技を続行するケースがある。また勝敗の決着がつかず日没となった場合にはサスペンデッド扱いとし、翌日改めて再開するケースもある。